# Parachaeturichthys
Parachaeturichthys  é um género de peixe da família Gobiidae e da ordem Perciformes.

## Espécies
- Parachaeturichthys ocellatus (Day, 1873)[3]
- Parachaeturichthys polynema (Bleeker, 1853)[4][5][6][7][8][9][10]